# Breitenau am Hochlantsch
Breitenau am Hochlantsch är en kommun  i Österrike. Den ligger i distriktet Bruck-Mürzzuschlag i förbundslandet Steiermark.
Kommunen består av två orter (Ortschaften) (inom parentes invånarantal 1 januari 2024):
- Sankt Erhard (511)
- Sankt Jakob-Breitenau (1 066)